# Franz Wenzel von Kaunitz-Rietberg

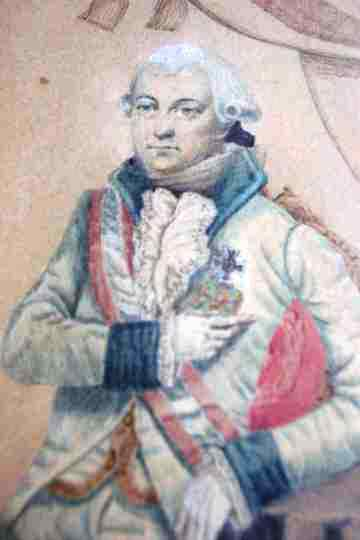
Franz Wenzel Graf von Kaunitz-Rietberg

Graf Franz Wenzel von Kaunitz-Rietberg (* 2. Juli 1742 in Wien; † 19. Dezember 1825 ebenda) war ein kaiserlicher bzw. kaiserlich-österreichischer General und letzter Landkomtur der Ballei Westfalen des deutschen Ordens mit Sitz in der Kommende Mülheim.

## Leben
Er war der dritte Sohn des Staatsmannes Wenzel Anton von Kaunitz-Rietberg. Die Mutter war Maria Ernestine (geb. Gräfin Starhemberg). Er selbst blieb unverheiratet.
Er trat in das österreichische Militär ein und war zu Beginn des Siebenjährigen Krieges Fähnrich im Kürassierregiment Trautmannsdorf. Unter Feldmarschall Leopold Joseph von Daun stieg er zu dessen Flügeladjutanten auf. In der Schlacht bei Torgau wurde er schwer verwundet. Nach dem Frieden von Hubertusburg wurde er 1763 Oberst des Infanterieregiments Baden (später No. 23). Im Jahr 1766 wurde er Oberst im Infanterieregiment Kaiser Joseph II. (später No. 1). Ab 1773 war Kaunitz-Rietberg Generalmajor. Im selben Jahr wurde er Inhaber des Infanterieregiments No. 38 und 1785 des Infanterieregiments No. 20. Im Range eines Feldmarschallleutnants war er Generalkommandeur in Kroatien.
Zu Beginn der Koalitionskriege wurde er im Rang eines Feldzeugmeisters der Armee in den österreichischen Niederlanden unter dem Herzog von Sachsen-Coburg zugeteilt.
Als Befehlshaber der verbündeten Streitkräfte an der Sambre führte er 1794 in einer Reihe glücklicher Gefechte, darunter am 22., 29. April und 18. Mai bei Solre le Chateau und Colleret, bei Beaumont und bei Bossu. Als Korpsführer bewährte sich am 21. Mai gegenüber General Charbonnier im Raum Charleroi und gegen Jourdan am 26. Juni in der Schlacht bei Fleurus. Außerdem kämpfte er als Kommandant der alliierten Einheiten bei Merbes-le-Château, Grandreng und Erquelinnes. Im Jahr 1796 wurde er kommandierender General in Galizien und 1805 in Mähren. Im Jahr 1806 trat er aus dem aktiven Dienst aus.
Auf Intervention seines Vaters war er 1769 in den Deutschen Orden eingetreten. Ab 1788 war er Landkomtur für Westfalen mit Residenz in Mülheim. Seine Pflichten als Komtur hat er indes vernachlässigt. Er reiste nur einmal im Jahr zur Übernahme der Jahresabrechnung nach Mülheim. Zuletzt war er 1808 in der Kommende. Ein Verweis des Deutschordensmeisters über die Vernachlässigung seiner Pflichten von 1794 blieb ohne Erfolg. Das Amt erlosch 1809.
Kaunitz war Mitglied der Freimaurerloge Zur aufgehenden Sonne in Brünn und im Jahr 1785 deren zugeordneter Meister.
Er starb im Mariahilfer Palais Kaunitz und wurde in der Grablege der Familie in Austerlitz beigesetzt.